# 도자와 마사치카
도자와 마사치카(일본어: 戸沢正親, 1757년 4월 20일 ~ 1796년 10월 21일)는 일본 에도 시대의 다이묘로, 신조번의 8대 번주이다. 호레키 7년(1757년) 3월 3일생이라고도 하고, 호레키 12년(1762년)생이라고도 한다. 어릴적 이름은 가메마쓰(亀松)이며, 관위는 종5위하, 가즈사노스케이다.
신조 번의 3대 번주 도자와 마사쓰네의 일곱째 아들인 도자와 마사나리의 맏아들로 태어났다. 덴메이 6년(1786년), 선대 번주인 도자와 마사스케가 사망하자, 그의 양자가 되어 뒤를 이었다. 간세이 원년(1789년), 번 영내의 70세 이상 장수 노인에게 상을 주는 등, 복지 정책을 시행하는 한편, 번 재정 재건을 위해 검약령을 내리고 경비 절감에 힘썼다. 간세이 8년(1796년) 9월 21일(또는 9월 18일)에 사망하였다. 맏아들 도자와 마사쓰구가 그 뒤를 이었다.
| 전임 도자와 마사스케 | 제8대 신조번 번주 1786년 ~ 1796년 | 후임 도자와 마사쓰구 |